# Sonja Claes
Pour les articles homonymes, voir Claes.
Sonja Claes, née le 23 octobre 1958 à Hasselt est une femme politique belge flamande, membre du CD&V.
Elle est assistante sociale.

## Fonctions politiques
- Bourgmestre de Heusden-Zolder depuis 2007
- députée au Parlement flamand :
  - depuis le 7 février 2007
    - sénatrice de communauté depuis 2014

## Anciennes fonctions politiques
- conseillère communale de Heusden-Zolder de 1989 à 2000
- Bourgmestre de Heusden-Zolder
  - de 1995 à 2000
- conseillère provinciale du Limbourg:
  - de 1995 à 2000
  - de 2006 à 2007
- députée permanente du Limbourg de 2000 à 2006